# Белорецкий мост
Белоре́цкий деревя́нный пешехо́дный мост — архитектурное сооружение Российской школы мостостроения конца XIX — начала XX века. Мост был построен в феврале — мае 1935 года, чтобы сократить путь рабочим, проживающим в Верхнем селении города Белорецка, до Сталепроволочно-канатного завода. Белорецкий мост являлся одной из главных достопримечательностей Белорецкого водохранилища и Белорецка.

## История
В феврале 1935 года по наказам рабочих Сталепроволочно-канатного завода было начато строительство моста. Мост строился силами рабочих с использованием четырёх копров. Строительство контролировал отдел капитального строительства завода. В мае 1935 года стройка была закончена. С мая по июнь того же года мост был оснащён противопожарным инвентарём — установлены лейки, бочки с водой. Однако его обслуживание и охрана в скором времени была снята. Также были построены подходы к мосту, выполнено освещение моста и дорожек.
Изначальным назначением моста было сокращение примерно на 2,5 км пути рабочим, проживающим в Верхнем селении Белорецка, до Сталепроволочно-канатного завода. По мере использования моста он приобретал всё новые функции. Мост соединил районы города, располагающиеся по берегам реки Белой, связь которых осуществлялась по льду или объездной дороге.

Сцена из кинофильма «Вечный зов» на фоне Белорецкого моста

Во время Великой Отечественной войны мост служил для переправы солдат, уходивших на фронт, к станции узкоколейной железной дороги. В годы войны Сталепроволочно-канатный завод № 706 сыграл значительную роль, став крупным поставщиком редкой метизной продукции для оружейных, авиационных, танковых и артиллерийских заводов страны. Белорецкий мост обеспечивал функционирование завода и города в военное время, служа легкодоступным и быстрым пересечением реки для рабочих.
В 1973—1983 годах Пятым творческим объединением «Мосфильм» в Белорецке и Белорецком районе производились съёмки многосерийного художественного фильма «Вечный зов» по одноимённому роману Анатолия Иванова. Одна из самых трогательных и романтичных сцен, в которой Яков Алейников делает предложение своей возлюбленной Вере Инютиной перед уходом на фронт, снималась на фоне Белорецкого моста. Эта сцена прославила мост и привлекла в город большой поток туристов.

## Конструкция
Основным преимуществом ригельно-подкосной конструкции мостов является простота и изготовление её из круглого местного леса. Она основана на эффективном использовании работы брёвен на сжатие с изгибом и сравнительно небольшим расходом стали — на скобы и болты. Конструкция Белорецкого моста типична для мостовых сооружений конца XIX — начала XX века, и сейчас практически не встречается. Техническая революция в транспортном строительстве сыграла свою роль, вытеснив деревянные мосты из принадлежащим им области, отдав приоритет сборным железобетонным
На мосту были установлены деревянные ледорезы, которые преграждают путь большим ледяным массам в шлюзы Белорецкой плотины. Во время крупных наводнений в 1964 и 1994 годах мост, по словам старожил, помогал задерживать обломки строений и прочий мусор.

## Современное состояние

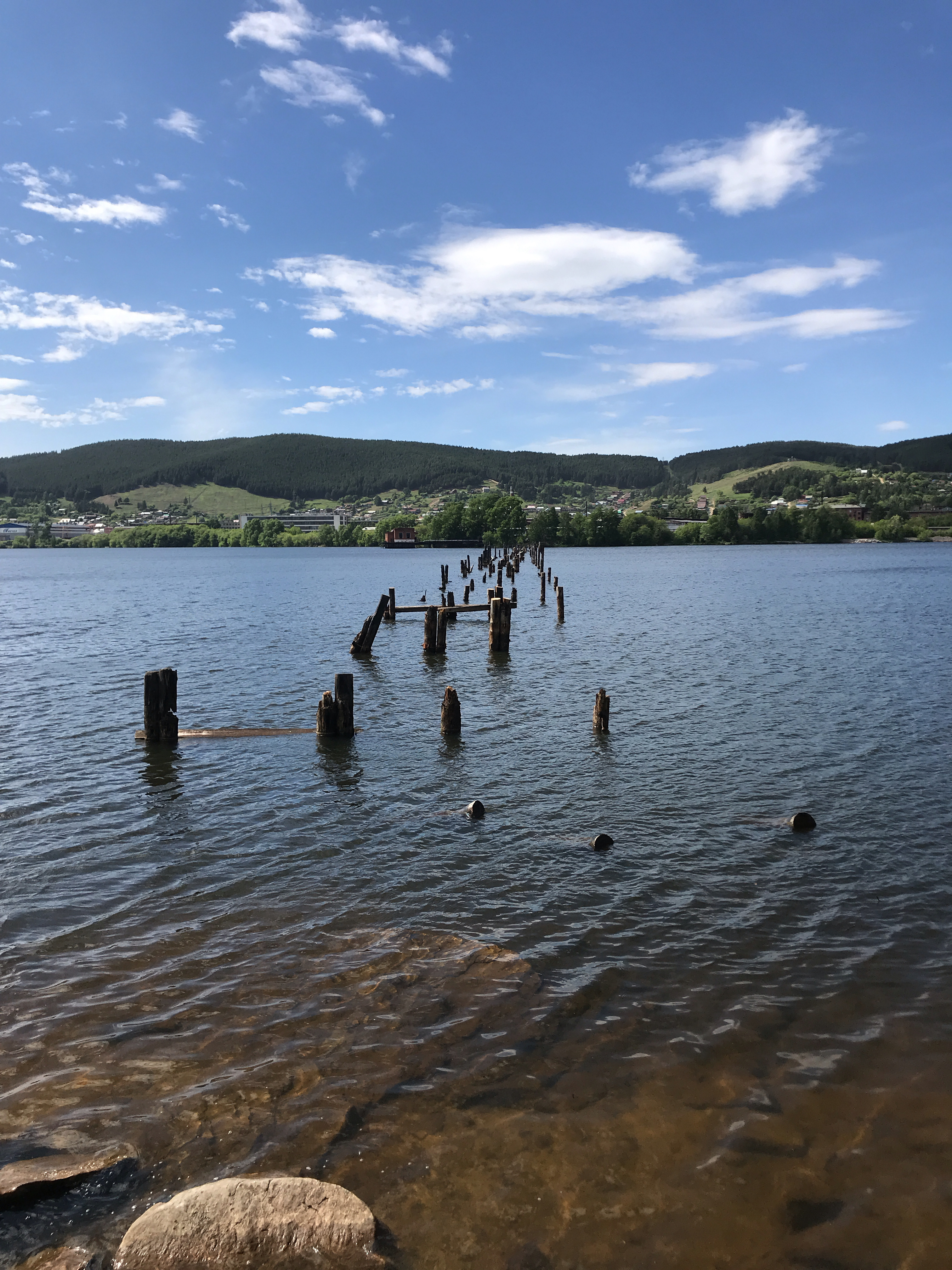
Остатки конструкций моста, июнь 2020 года

Вплоть до 2013 года комбинат производил частичный ремонт Белорецкого моста, до определения уполномоченного, муниципалитет или республика, по содержанию моста. К тому времени Белорецкий мост стал архитектурным объектом деревянного мостостроения, историческим памятником, объектом культурного наследия, одной из достопримечательностей города. Тогда же появилась первая волна активности граждан за сохранение Белорецкого моста.
В 2014 году администрация и МЧС города ограничили передвижение по мосту в связи с его аварийным состоянием. Активными гражданами города была подана петиция на сайте change.org о сохранности и восстановлении моста. Голосования за сохранность моста производились и на других электронных площадках, так же в администрацию города было передано письмо о сохранности Белорецкого моста с подписями 4 тыс. человек.
До августа 2016 года Белорецкий деревянный пешеходный мост был самым длинным в России, в этот период был построен Типографский мост в городе Киржач Владимирской области. Они отличаются не только длиной, но и расположением конструктивной части моста в водной среде.
В июле 2019 года произошло обрушение некоторых секций моста. Это событие всколыхнуло новую волну активности граждан за его сохранение. В декабре 2019 года глава Республики Башкортостан принял решение о консервации сохранных конструкций моста. На 2020 год статус моста не определён. На 2024 год моста больше нет.